# Arete (mytologi)

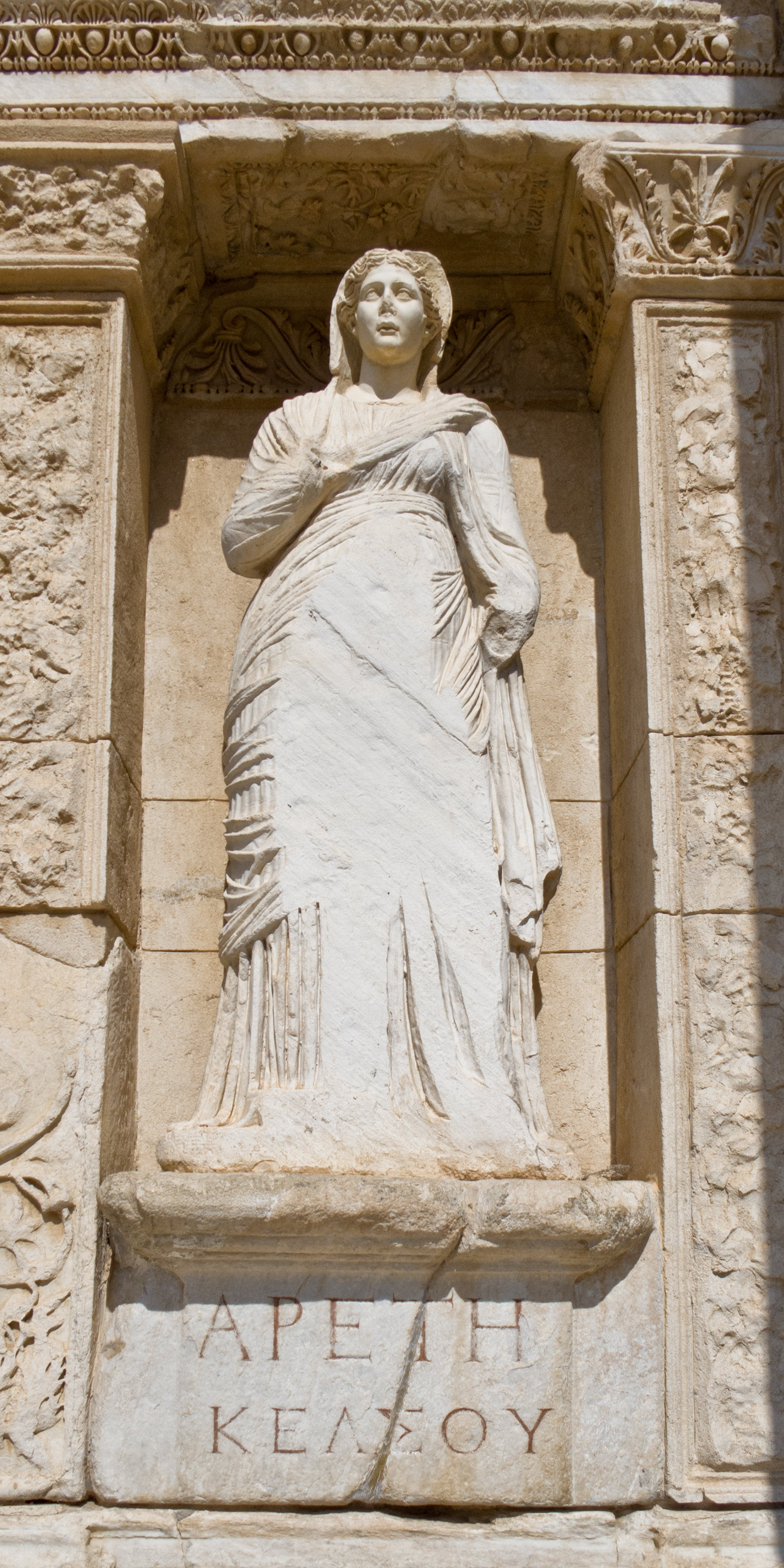
Staty av Arete i Efesos.

Arete var i grekisk mytologi drottning över ett sjöfarande folk faiakerna, som Odysseus mötte i slutet av sina resor. Hon tog väl hand om främlingen enligt Odysséen. 
Arete var gift med kung Alkinoos och mor till Nausikaa och Laodamas. De bodde på den mytologiska ön Scheria, som ofta har förknippats med Korfu. 
Ursprunget till hennes namn ("outsägbar") är omtvistad. Det visar släktskap med det grekiska ordet för "att be", men torde sannolikt betyda "ypperlighet". Andra källor hävdar att det betyder "rättvis", eller kopplar ihop det med Ares, den grekiska krigsguden. 
Arete är ättling till Poseidon som lägrade Periboia som födde Nausithoos som fick två söner Rhexenor och Alkinoos. Rhexenor fick dottern Arete, som alltså gifte sig med sin farbror.